# Cyathea moseleyi
Cyathea moseleyi är en ormbunkeart som beskrevs av Bak. Cyathea moseleyi ingår i släktet Cyathea och familjen Cyatheaceae. Inga underarter finns listade.